# Gyula Prassler
Gyula Prassler, noto anche come Iuliu Prassler o Iulian Prassler (16 gennaio 1916 – 1942), è stato un calciatore rumeno, di ruolo attaccante.